# Javorinka (jeskyně)
Javorinka je národní přírodní památka ve správě příspěvkové organizace Správa slovenských jeskyní. Předmětem ochrany je nejrozsáhlejší jeskyně v Tatrách, která je pátou nejdelší (5198 m) na Slovensku.
Nachází se v katastrálním území obce Tatranská Javorina v okrese Poprad v Prešovském kraji. Území bylo vyhlášeno v roce 2001. Ochranné pásmo nebylo stanoveno.